# Ipodoryctes alutaceus
Ipodoryctes alutaceus är en stekelart som beskrevs av Granger 1949. Ipodoryctes alutaceus ingår i släktet Ipodoryctes och familjen bracksteklar. Inga underarter finns listade i Catalogue of Life.